# Wörth am Rhein
Wörth am Rhein is een plaats in de Duitse deelstaat Rijnland-Palts, gelegen in de Landkreis Germersheim. De plaats telt 18.217 inwoners.

## Geografie
Wörth ligt op de linkse Rijnoever tegenover Karlsruhe.
Het grootste deel van de oppervlakte van de stad wordt ingenomen door het Bienwald, een groot bosgebied.
De stad is begin- en eindpunt van een spoorlijn naar Lauterbourg (Frankrijk) en verder naar Straatsburg. Het lijntje is van 1984 tot 2002 voor reizigersvervoer gesloten geweest. Sinds 2002 rijden er eenmaal per uur weer stoptreinen.

## Plaatsen in de gemeente Wörth am Rhein
- Büchelberg
- Maximiliansau
- Schaidt
- Wörth

## Economie
De vrachtwagenfabriek van Daimler-Benz is de grootste van Europa.
In de jaren '60 werd een petroleumraffinaderij geopend.

## Afbeeldingen

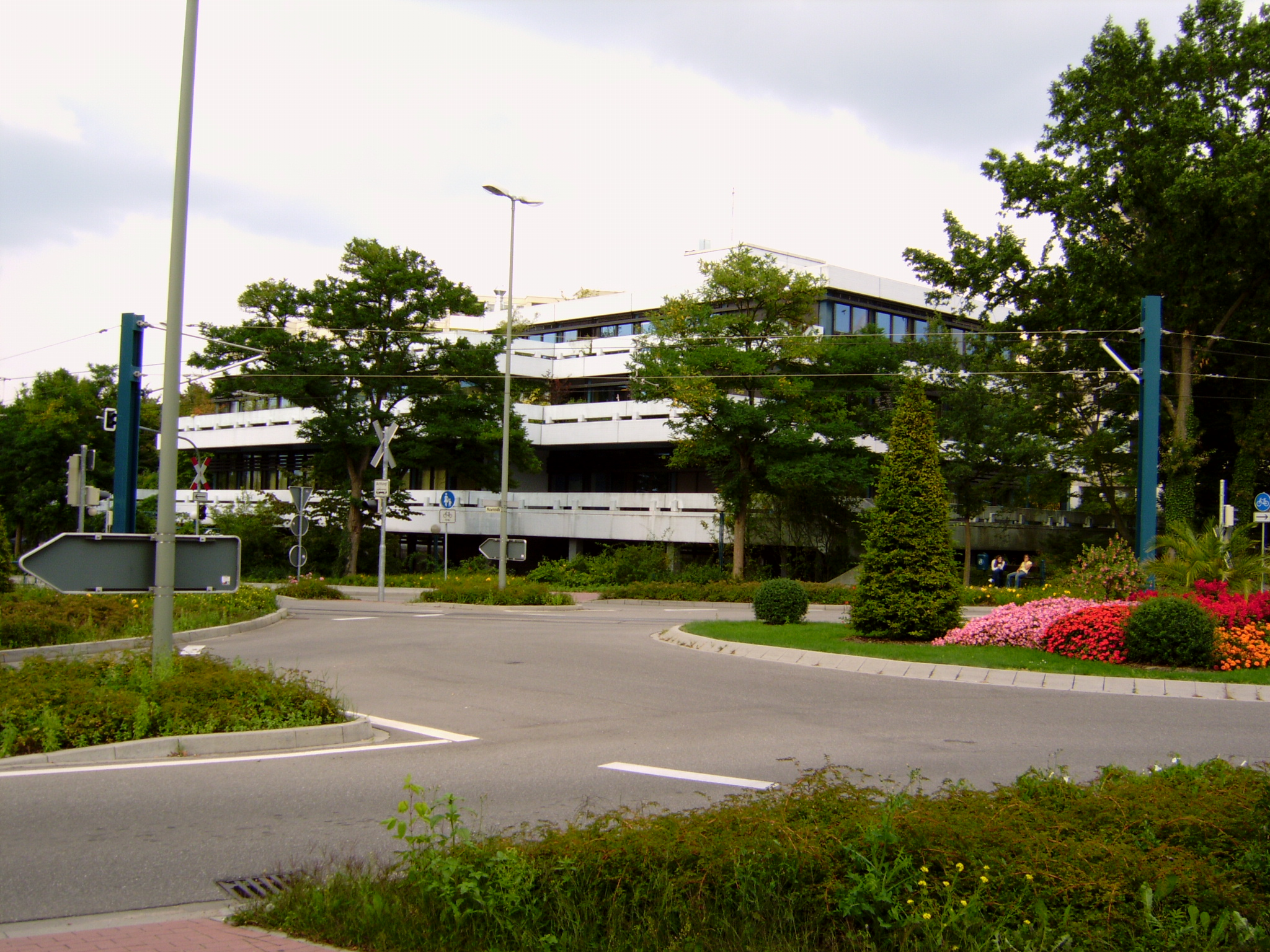
Stadhuis Wörth (2005)
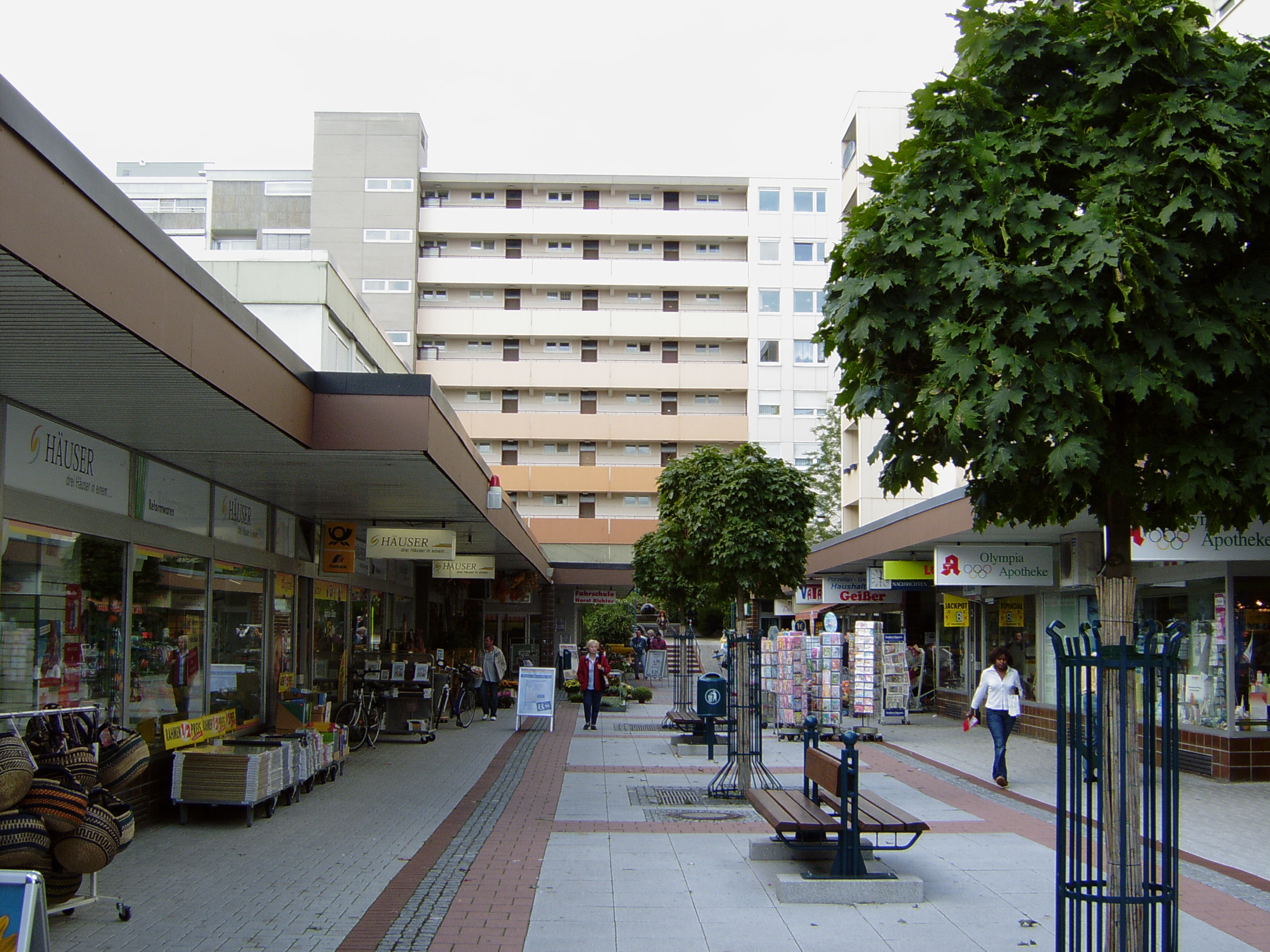
Voetgangerszone in Dorschbergzentrum Wörth (2005)
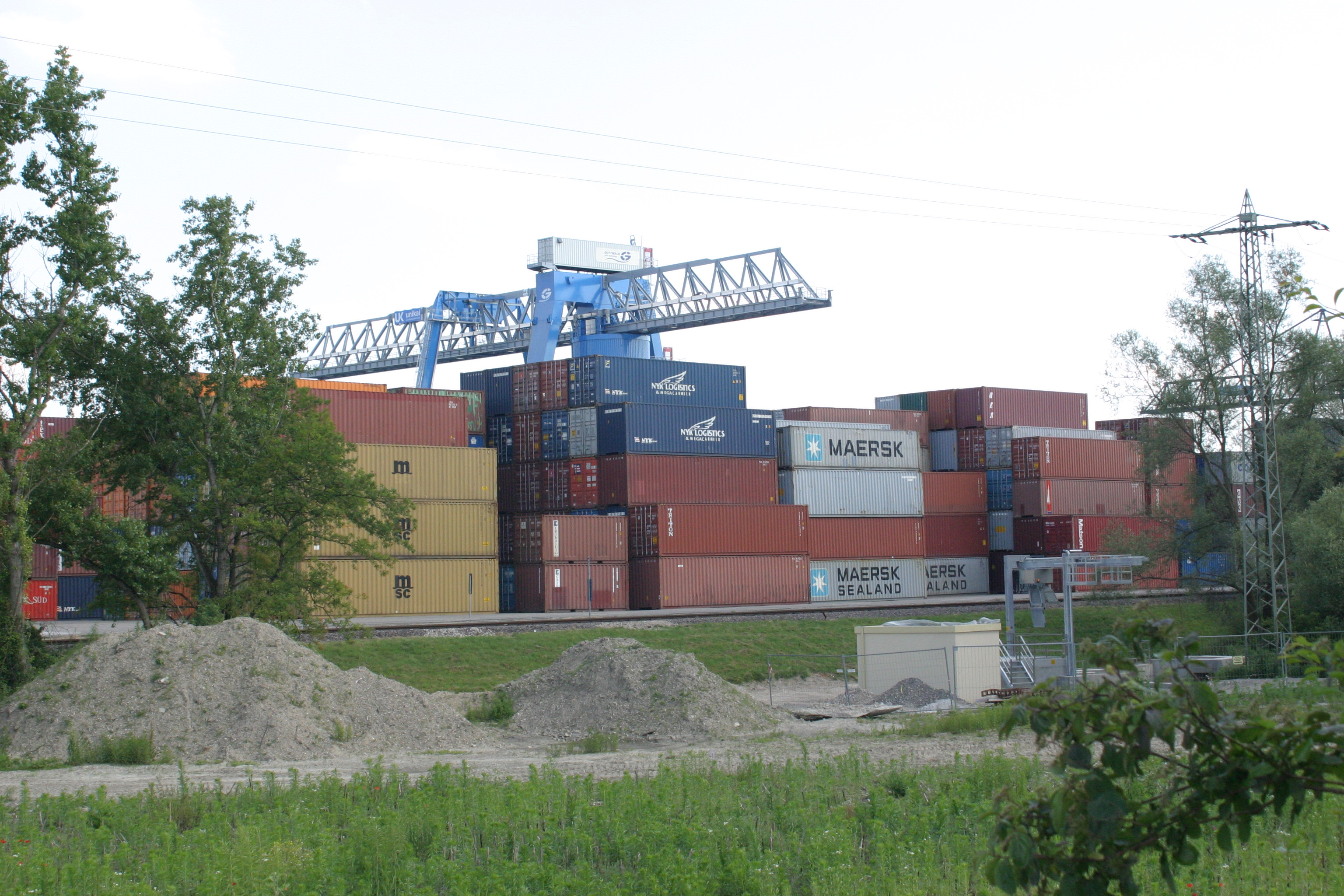
Containerterminal (2005)
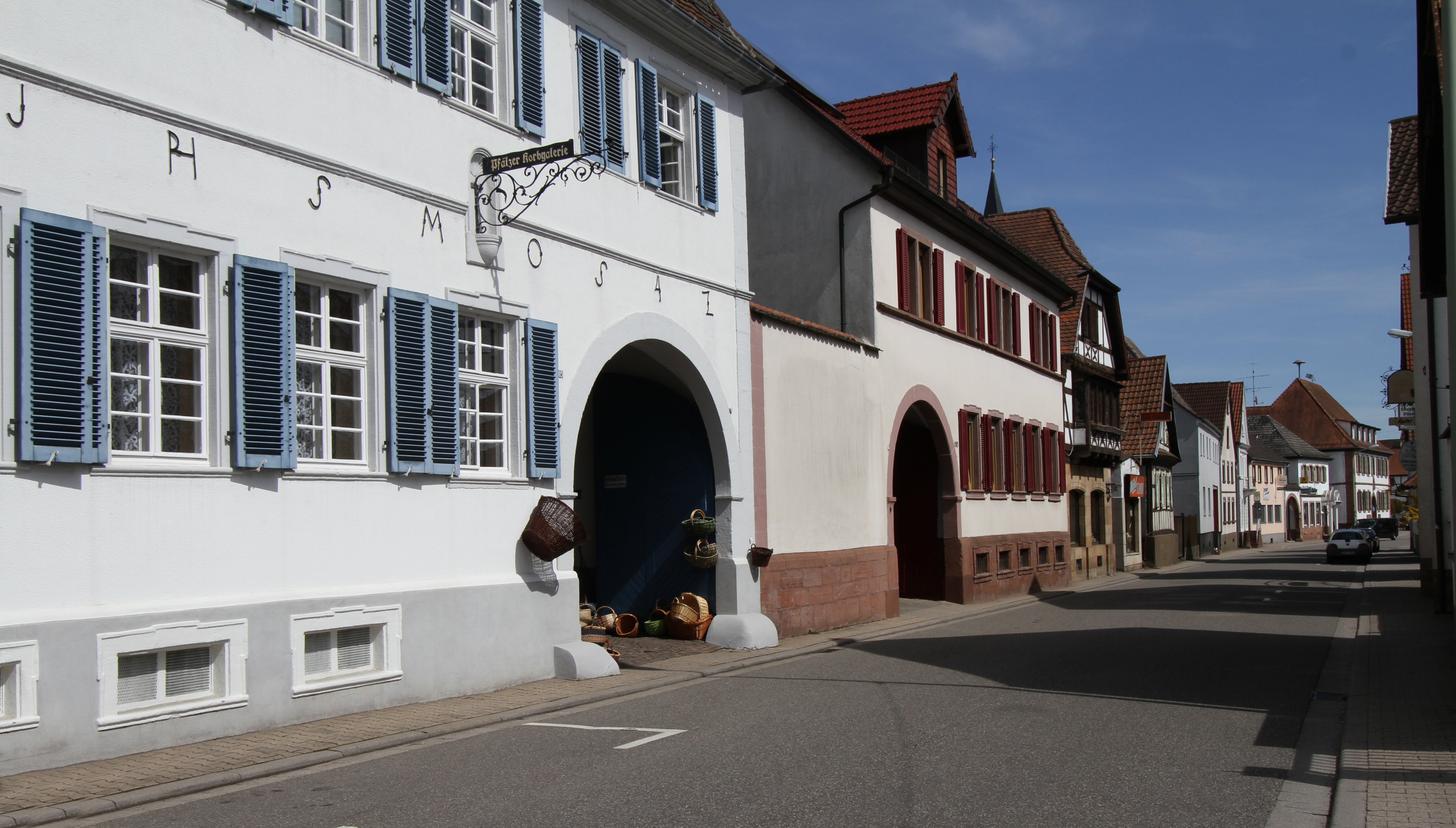
Schaidt (2018)